# Middletown (Ohio)
|  | Der er også andre steder i Ohio med navnet Middletown, se Middletown |
Middletown er en amerikansk by som ligger i Butler County og Warren County i den sydvestlige del af delstaten Ohio, ca. 47 km nord for Cincinnati. Ved folketællingen i 2020 var indbyggertallet var 50.987. Middletown er en del af storbyområdet Cincinnati metropolitan area.